# ラシッド (探査機)
ラシッド (アラビア語: راشد、英語: Rashid) は、アラブ首長国連邦 (UAE) の月面車。UAE構成国の一つドバイ首長国の政府宇宙機関であるムハンマド・ビン・ラシード宇宙センター (MBRSC) が開発した。地球から月面までは日本の民間企業ispaceの月着陸機HAKUTO-R ミッション1の内部に格納されて移動し、月面到着後、着陸機から展開される。2022年12月7日時点の予定では、打ち上げは2022年12月11日、月着陸は2023年4月ごろとなっている。

## 搭載機器
宇宙探査用のカラーCMOSカメラ (CASPEX)フルHD画質の写真を撮ることができる2台の光学カメラ。フランス国立宇宙研究センター (CNES) が開発した。
ラングミュア・プローブ月面のプラズマ環境を測定する。ノルウェーのオスロ大学が開発。